# Frank Clark (attore)
Frank Clark (Cincinnati, 22 dicembre 1857 – Woodland Hills (Los Angeles), 10 aprile 1945) è stato un attore statunitense che iniziò la sua carriera negli anni dieci.
Prese parte a oltre duecento film in ruoli di caratterista di rilievo. A fine carriera, negli anni trenta, partecipò a molti western, in parti di contorno o anche di figurante, talvolta neppure accreditato.

## Filmografia

### Attore

#### 1910
- The Sergeant, regia di Francis Boggs – cortometraggio (1910)
- A Tale of the Sea, regia di Francis Boggs – cortometraggio (1910)

#### 1911
- The Code of Honor -  cortometraggio (1911)
- The Still Alarm, regia di Francis Boggs – cortometraggio (1911)
- The Herders, regia di Francis Boggs – cortometraggio (1911)
- Stability vs. Nobility, regia di Hobart Bosworth – cortometraggio (1911)
- The Novice, regia di Francis Boggs – cortometraggio (1911)
- Range Pals, regia di Francis Boggs – cortometraggio (1911)
- A Sacrifice to Civilization, regia di Hobart Bosworth – cortometraggio (1911)
- The New Faith, regia di Hobart Bosworth – cortometraggio (1911)
- The Craven Heart, regia di Francis Boggs – cortometraggio (1911)
- It Happened in the West, regia di Hobart Bosworth – cortometraggio (1911)
- Slick's Romance, regia di Francis Boggs – cortometraggio (1911)
- Their Only Son, regia di Francis Boggs – cortometraggio (1911)
- The Regeneration of Apache Kid, regia di Francis Boggs – cortometraggio (1911)
- The Blacksmith's Love, regia di Francis Boggs – cortometraggio (1911)
- How Algy Captured a Wild Man, regia di Francis Boggs – cortometraggio (1911)
- Out-Generaled, regia di Francis Boggs – cortometraggio (1911)
- On Separate Paths, regia di Francis Boggs – cortometraggio (1911)
- Little Injin, regia di Hobart Bosworth – cortometraggio (1911)
- The Coquette, regia di Francis Boggs – cortometraggio (1911)
- Old Billy, regia di Francis Boggs – cortometraggio (1911)
- A Spanish Wooing, regia di Frank Montgomery – cortometraggio (1911)
- The Night Herder, regia di Frank Montgomery – cortometraggio (1911)
- Blackbeard
- An Evil Power, regia di Francis Boggs – cortometraggio (1911)
- A Frontier Girl's Courage, regia di Hobart Bosworth e Frank Montgomery – cortometraggio (1911)
- Evangeline, regia di Hobart Bosworth – cortometraggio (1911)
- A Modern Rip, regia di Hobart Bosworth – cortometraggio (1911)

#### 1912
- The Cowboy's Adopted Child, regia di Frank Montgomery – cortometraggio (1912)
- The Mate of the Alden Bessie, regia di Hobart Bosworth – cortometraggio (1912)
- The Secret Wedding, regia di Frank Montgomery – cortometraggio (1912)
- A Night Out, regia di Hobart Bosworth – cortometraggio (1912)
- A Diplomat Interrupted, regia di Frank Montgomery – cortometraggio (1912)
- The Little Stowaway, regia di Frank Montgomery – cortometraggio (1912)
- A Broken Spur, regia di Frank Montgomery – cortometraggio (1912)
- The Danites, regia di Francis Boggs – cortometraggio (1912)
- The Ace of Spades, regia di Colin Campbell – cortometraggio (1912)
- A Crucial Test, regia di Frank Montgomery – cortometraggio (1912)
- The Hobo, regia di Hobart Bosworth – cortometraggio (1912)
- A Waif of the Sea, regia di Colin Campbell – cortometraggio (1912)
- Me an' Bill, regia di Colin Campbell – cortometraggio (1912)
- The End of the Romance, regia di Frank Montgomery – cortometraggio (1912)
- A Humble Hero, regia di Frank Montgomery – cortometraggio (1912)
- The Lost Hat, regia di Frank Montgomery – cortometraggio (1912)
- A Child of the Wilderness, regia di Hobart Bosworth – cortometraggio (1912)
- The Old Stagecoach, regia di Fred Huntley – cortometraggio (1912)
- The Captain of the 'Nancy Lee', regia di Frank Montgomery – cortometraggio (1912)
- In Exile, regia di Fred Huntley – cortometraggio (1912)
- Pansy, regia di Fred Huntley – cortometraggio (1912)
- The Lake of Dreams, regia di Fred Huntley – cortometraggio (1912)
- His Masterpiece, regia di Colin Campbell – cortometraggio (1912)
- The Man from Dragon Land, regia di Fred Huntley – cortometraggio (1912)
- The Box Car Baby, regia di Fred Huntley – cortometraggio (1912)
- Land Sharks vs. Sea Dogs, regia di Hobart Bosworth – cortometraggio (1912)
- The Substitute Model, regia di Hobart Bosworth – cortometraggio (1912)
- The Pirate's Daughter, regia di Hobart Bosworth – cortometraggio (1912)
- An Assisted Elopement, regia di Colin Campbell – cortometraggio (1912)
- How the Cause Was Won, regia di Fred W. Huntley – cortometraggio (1912)
- Monte Cristo, regia di Colin Campbell – cortometraggio (1912)
- His Wedding Eve, regia di Colin Campbell – cortometraggio (1912)
- Her Educator, regia di Lem B. Parker – cortometraggio (1912)
- Saved by Fire, regia di Lem B. Parker – cortometraggio (1912)
- Mike's Brainstorm, regia di Colin Campbell – cortometraggio (1912)
- When Helen Was Elected, regia di Lem B. Parker – cortometraggio (1912)
- The Girl of the Mountain, regia di Harry McRae Webster – cortometraggio (1912)
- Harbor Island, regia di Lem B. Parker – cortometraggio (1912)
- A Pair of Boots, regia di Charles H. France – cortometraggio (1912)

#### 1913
- Greater Wealth, regia di Colin Campbell – cortometraggio (1913)
- A Revolutionary Romance, regia di Colin Campbell – cortometraggio (1913)
- A Black Hand Elopement – cortometraggio (1913)
- The Miner's Justice, regia di Henry MacRae – cortometraggio (1913)
- The Three Wise Men, regia di Colin Campbell – cortometraggio (1913)
- A Little Hero, regia di Colin Campbell – cortometraggio (1913)
- The Early Bird, regia di Colin Camdipbell – cortometraggio (1913)
- The Story of Lavinia, regia di Colin Campbell – cortometraggio (1913)
- The Dancer's Redemption, regia di Colin Campbell – cortometraggio (1913)
- The Old Clerk, regia di Henry MacRae – cortometraggio (1913)
- Sally in Our Alley, regia di Colin Campbell – cortometraggio (1913)
- A Prisoner of Cabanas, regia di Colin Campbell – cortometraggio (1913)
- Vengeance Is Mine, regia di Colin Campbell – cortometraggio (1913)
- Alas! Poor Yorick!, regia di Colin Campbell – cortometraggio (1913)
- Seeds of Silver, regia di Fred Huntley – cortometraggio (1913)
- Dollar Down, Dollar a Week, regia di Colin Campbell – cortometraggio (1913)
- Hiram Buys an Auto, regia di Colin Campbell – cortometraggio (1913)
- An Old Actor, regia di Colin Campbell – cortometraggio (1913)
- In the Long Ago, regia di Colin Campbell – cortometraggio (1913)
- The Noisy Six, regia di Colin Campbell – cortometraggio (1913)
- Wamba, a Child of the Jungle, regia di Colin Campbell – cortometraggio (1913)
- Alone in the Jungle, regia di Colin Campbell – cortometraggio (1913)
- When Lillian Was Little Red Riding Hood, regia di Colin Campbell – cortometraggio (1913)
- Songs of Truce, regia di Colin Campbell – cortometraggio (1913)
- Budd Doble Comes Back, regia di Colin Campbell – cortometraggio (1913)
- A Wild Ride, regia di Colin Campbell – cortometraggio (1913)
- The Ne'er to Return Road, regia di Colin Campbell – cortometraggio (1913)
- Hope, regia di Colin Campbell – cortometraggio (1913)
- Phantoms, regia di Colin Campbell – cortometraggio (1913)
- The Master of the Garden, regia di Colin Campbell – cortometraggio (1913)
- Until the Sea..., regia di Colin Campbell – cortometraggio (1913)
- A Dip in the Briney, regia di Colin Campbell – cortometraggio (1913)

#### 1914
- On the Breast of the Tide, regia di Colin Campbell – cortometraggio (1914)
- The Tragedy of Ambition, regia di Colin Campbell – cortometraggio (1914)
- The Spoilers, regia di Colin Campbell (1914)
- The Salvation of Nance O'Shaughnessy, regia di Colin Campbell – cortometraggio (1914)
- The Cherry Pickers, regia di Colin Campbell – cortometraggio (1914)
- Shotgun Jones, regia di Colin Campbell – cortometraggio (1914)
- In Defiance of the Law, regia di Colin Campbell – cortometraggio (1914)
- The Lily of the Valley, regia di Colin Campbell – cortometraggio (1914)
- The Wilderness Mail, regia di Colin Campbell – cortometraggio (1914)
- The Squatters, regia di Fred Huntley – cortometraggio (1914)
- When the Cook Fell Ill, regia di Colin Campbell – cortometraggio (1914)
- Etienne of the Glad Heart, regia di Colin Campbell – cortometraggio (1914)
- Willie, regia di Colin Campbell – cortometraggio (1914)
- The Speck on the Wall, regia di Colin Campbell – cortometraggio (1914)
- Chip of the Flying U, regia di Colin Campbell – cortometraggio (1914)
- When the West Was Young, regia di Colin Campbell – cortometraggio (1914)
- The Going of the White Swan, regia di Colin Campbell – cortometraggio (1914)
- The Losing Fight, regia di Colin Campbell – cortometraggio (1914)
- The Story of the Blood Red Rose, regia di Colin Campbell – cortometraggio (1914)
- Her Sacrifice, regia di Colin Campbell – cortometraggio (1914)
- The Lady or the Tigers

#### 1915
- After Twenty Years
- The Vision of the Shepherd, regia di Colin Campbell – cortometraggio (1915)
- The Carpet from Bagdad, regia di Colin Campbell (1915)
- Sands of Time, regia di Colin Campbell – cortometraggio (1915)
- The Rosary, regia di Colin Campbell (1915)
- The Runt, regia di Colin Campbell – cortometraggio (1915)
- Sweet Alyssum, regia di Colin Campbell (1915)
- Just as I Am, regia di Colin Campbell – cortometraggio (1915)
- The Ne'er Do Well

#### 1916
- The Buried Treasure of Cobre, regia di Frank Beal – cortometraggio (1916)
- Why Love Is Blind, regia di George Nichols – cortometraggio (1916)
- Diamonds Are Trumps, regia di William Robert Daly – cortometraggio (1916)
- The Uncut Diamond, regia di William Robert Daly – cortometraggio (1916)
- The Cycle of Fate, regia di Marshall Neilan (1916)
- The Beauty Hunters, regia di William Robert Daly – cortometraggio (1916)
- At Piney Ridge, regia di William Robert Daly (1916)
- The Temptation of Adam, regia di Alfred E. Green – cortometraggio (1916)
- The Test of Chivalry, regia di William Robert Daly – cortometraggio (1916)
- The Reprisal, regia di William Robert Daly – cortometraggio (1916)
- The Valiants of Virginia, regia di Thomas N. Heffron (1916)
- The Conflict, regia di William Robert Daly – cortometraggio (1916)
- The Germ of Mystery, regia di William Robert Daly – cortometraggio (1916)
- Out of the Mist, regia di William Robert Daly – cortometraggio (1916)
- Twisted Trails, regia di Tom Mix – cortometraggio (1916)
- The Garden of Allah, regia di Colin Campbell (1916)

#### 1917
- The Price of Silence
- Beware of Strangers, regia di Colin Campbell (1917)
- The Lad and the Lion, regia di Alfred E. Green (1917)
- The Further Adventures of Stingaree
- The Love of Madge O'Mara, regia di Colin Campbell – cortometraggio (1917)
- Her Perilous Ride, regia di Colin Campbell – cortometraggio (1917)
- The Ghost of the Desert
- Her Salvation – cortometraggio (1917)
- The Victor of the Plot, regia di Colin Campbell – cortometraggio (1917)
- The Witness for the State, regia di Colin Campbell – cortometraggio (1917)

#### 1918
- The City of Purple Dreams, regia di Colin Campbell (1918)
- The Turn of a Card
- Western Blood
- The Yellow Dog
- The Light of Western Stars, regia di Charles Swickard (1918)

#### 1919
- Ravished Armenia
- Fighting for Gold
- Trixie from Broadway
- The Wilderness Trail
- Yvonne from Paris
- The Tiger Lily, regia di George L. Cox (1919)
- The Hellion

#### 1920
- La città perduta (The Lost City), regia di E.A. Martin - serial cinematografico (1920)
- The Valley of Tomorrow
- The Untamed, regia di Emmett J. Flynn (1920)
- Firebrand Trevison, regia di Thomas N. Heffron (1920)
- Wanted at Headquarters
- La prigioniera della jungla (The Jungle Princess), regia di E.A. Martin (1920)
- The Rookie's Return, regia di Jack Nelson (1920)

#### 1921
- The Diamond Queen
- Hands Off!
- Maid of the West
- Live Wires
- Little Miss Hawkshaw

#### 1922
- Two Kinds of Women, regia di Colin Campbell (1922)
- My Wild Irish Rose, regia di David Smith (1922)

#### 1923
- The Lone Star Ranger

#### 1924
- The Fatal Mistake
- Tainted Money
- Shackles of Fear

#### 1925
- Wolf Blood, regia di George Chesebro e Bruce M. Mitchell (1925)
- Under the Rouge

#### 1927
- Border Blackbirds
- A Wanderer of the West
- Land of the Lawless, regia di Tom Buckingham (1927)

#### 1928
- The Boss of Rustler's Roost
- The Bronc Stomper
- You Can't Beat the Law
- The Four-Footed Ranger
- My Home Town
- A Final Reckoning
- The Hound of Silver Creek

#### 1929
- Outlawed
- Cowboy Pluck
- The Smiling Terror
- Handcuffed

#### 1930
- The Fighting Legion
- Roaring Ranch
- Spurs, regia di B. Reeves Eason (1930)
- Pardon My Gun
- Code of Honor, regia di J.P. McGowan (1930)

#### 1932
- La fattoria maledetta
- Lo sceriffo
- Cross-Examination

#### 1934
- The Whirlwind Rider
- Border Guns
- The Border Menace
- Western Racketeers
- The Westerner, regia di David Selman (1934)

#### 1935
- Rustlers of Red Dog
- The Phantom Cowboy, regia di Robert J. Horner (1935)